# Bajina Bašta
Bajina Bašta (izvirno srbsko Бајина Башта) je naselje v Srbiji, ki je središče istoimenske občine; slednja pa je del Zlatiborskega upravnega okraja.

### Demografija
V naselju živi 7432 polnoletnih prebivalcev, pri čemer je njihova povprečna starost 36,1 let (35,4 pri moških in 36,7 pri ženskah). Naselje ima 3014 gospodinjstev, pri čemer je povprečno število članov na gospodinjstvo 3,17.
To naselje je, glede na rezultate popisa iz leta 2002, skoraj popolnoma srbsko.
|  |

| Demografija | Demografija     | Demografija     |
| Leto        | Št. prebivalcev | Št. prebivalcev |
| ----------- | --------------- | --------------- |
|             |                 |                 |
|             |                 |                 |
|             |                 |                 |
|             |                 |                 |
| 1948        | 1222            |                 |
| 1953        | 1638            |                 |
| 1961        | 1394            |                 |
| 1971        | 3961            |                 |
| 1981        | 6284            |                 |
| 1991        | 8555            | 8436            |
| 2002        | 9813            | 9543            |
|             |                 |                 |

| Etnična sestava po popisu iz leta 2002 | Etnična sestava po popisu iz leta 2002 | Etnična sestava po popisu iz leta 2002 | Etnična sestava po popisu iz leta 2002 | Etnična sestava po popisu iz leta 2002 |
| -------------------------------------- | -------------------------------------- | -------------------------------------- | -------------------------------------- | -------------------------------------- |
| Srbi                                   | Srbi                                   |                                        | 9.352                                  | 97,99%                                 |
| Črnogorci                              | Črnogorci                              |                                        | 48                                     | 0,50%                                  |
| Jugoslovani                            | Jugoslovani                            |                                        | 29                                     | 0,30%                                  |
| Hrvati                                 | Hrvati                                 |                                        | 14                                     | 0,14%                                  |
| Makedonci                              | Makedonci                              |                                        | 11                                     | 0,11%                                  |
| Slovenci                               | Slovenci                               |                                        | 5                                      | 0,05%                                  |
| Rusi                                   | Rusi                                   |                                        | 5                                      | 0,05%                                  |
| Muslimani                              | Muslimani                              |                                        | 5                                      | 0,05%                                  |
| Slovaki                                | Slovaki                                |                                        | 2                                      | 0,02%                                  |
| Albanci                                | Albanci                                |                                        | 2                                      | 0,02%                                  |
| Romuni                                 | Romuni                                 |                                        | 1                                      | 0,01%                                  |
| Madžari                                | Madžari                                |                                        | 1                                      | 0,01%                                  |
| Bošnjaki                               | Bošnjaki                               |                                        | 1                                      | 0,01%                                  |
| Neznano                                | Neznano                                |                                        | 13                                     | 0,13%                                  |